# السفير (صحيفة لبنانية)
السفير صحيفة يومية سياسية لبنانية ناطقة باللغة عربية صدر العدد الأول منها في 26 مارس 1974، واستمرت حتى إعلان توقفها عن الصدور في 31 ديسمبر 2016 بسبب أزمة تمويل. عُرفت منذ تأسيسها بتأييدها للقومية العربية ومنظمة التحرير الفلسطينية خلال فترة الحرب الأهلية وأصبحت خلال سنواتها الأخيرة مقربة من حزب الله اللبناني والحكومة السورية.

## التاريخ
صدر العدد الأول من السفير في 26 مارس 1974 وحملت شعار «جريدة لبنان في الوطن العربي وجريدة الوطن العربي في لبنان»، فضلاً عن شعار «صوت اللذين لا صوت لهم» وكان مقرها الرئيسي في بيروت وتطبع في مطابع السفير التجارية. تضمنت صفحات السفير الأخبار والتغطية الميدانية للأحداث في السياسة والاقتصاد والثقافة والمجتمع والرياضة والترفيه، بالإضافة إلى التحقيقات الميدانية والعلمية والبيئية.
مع صدور العدد الثاني، رفعت ضدها أول دعوة قضائية، ثم توالت الدعاوي حتى بلغت 16 دعوى في عامها الأول، ولم تتم إدانتها في أي منها.
منذ العدد الأول لصدورها حملت «السفير» أسماء لمعت في الفكر العربي المعاصر أمثال: ياسين الحافظ، عصمت سيف الدولة، سعد الله ونوس، جورج قرم، مصطفى الحسيني، إبراهيم عامر، بلال الحسن، حازم صاغية، حسين العودات، ميشال كيلو، عبد الرحمن منيف، رفعت السعيد، إميل بيطار، طارق البشري، سليم الحص، فهمي هويدي، صلاح الدين حافظ، كلوفيس مقصود، هاني فحص، حسين عبد الرازق، وغيرها من الأسماء التي صار حضورها مميزاً في السياسة والثقافة العربية، وكان رسام الكاريكاتير الشهيد ناجي العلي من علاماتها الفارقة لفترة طويلة.
تعرضت السفير لمحاولات ترهيب عدة أبرزها نسف مطابعها في سنة 1980 وأكثر من محاولة لنسف منزل صاحبها ورئيس تحريرها طلال سلمان ثم محاولة اغتياله في سنة 1984 هذا عدا عن استهداف مبناها بكثير من الصواريخ والعبوات الناسفة خلال الحرب الأهلية اللبنانية.
كانت الصحيفة اللبنانية الوحيدة التي لم تتوقف يوماً واحداً خلال الاجتياح الإسرائيلي (1982)، على رغم من أن توزيعها كان محصوراً، بفعل الحصار الإسرائيلي، في شوارع العاصمة بيروت.

## التوقف عن التحرير
تعرضت «السفير» للتوقف عن الصدور 3 مرات بقرارات صادرة عن الحكومة اللبنانية، كان آخرها عام 1993 بعد نشرها وثيقة عن المفاوضات اللبنانية – الإسرائيلية. وقد لقي القرار اعتراضات واسعة وحظيت «السفير» بتضامن شعبي من مختلف التيارات السياسية في مواجهة القرار، على أثره تم تعديل قانون المطبوعات فمنع تعطيل الصحيفة قبل صدور الحكم بالإدانة، كما منع توقيف الصحافيين احتياطياً.
في مارس 2016 اتخذت الصحيفة قراراً بالتوقف عن الصدور لتتراجع عنه وتقرر خفض عدد صفحاتها من 18 إلى 12، إلا أنها عادت واتخذت قراراً جديداً بالإقفال النهائي، لتعلن في 31 ديسمبر 2016 صدور عددها الأخير بعد 42 عام على تأسيسها، وأحالت توقفها عن الصدور إلى مصاعب مالية تواجهها، وسط تفاقم أزمة الإعلام في لبنان.

## شباب السفير
صدر ملحق «شباب» للمرة الأولى في 30 تموز 1998 ضمن جريدة «السفير»، وتألف حينها من صفحة واحدة، موعده الأسبوعي كل يوم الخميس، أما قوام فريق عمله فكان شباباً جامعيين ناشطين.
بعد أشهر قليلة، قررت «السفير» تخصيص صفحتين أسبوعيتين للملحق، إذ أثار، آنذاك، حراكاً على المستويات السياسية والثقافية والاجتماعية، بتحيّز معلن وحاد لمصلحة المهمشين والمغيّبين عن النشر التقليدي إلى ذلك، اعتنى الملحق بفتح الأبواب التي بقيت مغلقة منذ الحرب الأهلية، على المستويات المذكورة، فخلق نقاشاً احتوته الصفحتان، وفي أحيان كثيرة، بادرت إلى إثارته.
على مرّ السنوات، تبدّل موعد صدور الملحق لأسباب تقنية ليصبح الأربعاء من كل أسبوع. ثم توالى الشباب على رئاسة تحريره، وانتقل الملحق من صيغته المحلية إلى صيغة محلية – عربية – دولية، في 24/3/2010 قرر ملحق «شباب» إطلاق موقع خاص به يكون مستقلاً عن موقع جريدة «السفير»، وليتيح حرية الحركة بين الشباب ومعهم فلا يكتفي بالمادة الصحافية المنشورة في العدد الورقي التي تشكّل جزءاً أساسياً من محتوياته، بل يستند إلى مادة حرّة تطرح للنقاش وخدمات يتفاعل من خلالها الشباب، كما يعتمد على وسائل سمعية بصرية يعجز عنها التواصل الورقي المطبوع.